# Монровія (Меріленд)
Монровія (англ. Monrovia) — переписна місцевість (CDP) в США, в окрузі Фредерік штату Меріленд. Населення — 2702 особи (2020).

## Географія
Монровія розташована за координатами 39°21′34″ пн. ш. 77°16′30″ зх. д. / 39.35944° пн. ш. 77.27500° зх. д. (39.359462, -77.274891).  За даними Бюро перепису населення США в 2010 році переписна місцевість мала площу 5,80 км², з яких 5,80 км² — суходіл та 0,00 км² — водойми.

## Демографія
Згідно з переписом 2010 року, у переписній місцевості мешкало 416 осіб у 141 домогосподарстві у складі 113 родин. Густота населення становила 72 особи/км².  Було 148 помешкань (26/км²).
Расовий склад населення:
| - 95,0 % — білих - 1,7 % — чорних або афроамериканців - 0,2 % — корінних американців - 0,2 % — азіатів |

До двох чи більше рас належало 2,6 %. Частка іспаномовних становила 4,6 % від усіх жителів.
За віковим діапазоном населення розподілялося таким чином: 23,6 % — особи молодші 18 років, 64,6 % — особи у віці 18—64 років, 11,8 % — особи у віці 65 років та старші. Медіана віку мешканця становила 44,6 року. На 100 осіб жіночої статі у переписній місцевості припадало 104,9 чоловіків;  на 100 жінок у віці від 18 років та старших — 110,6 чоловіків також старших 18 років.
Середній дохід на одне домашнє господарство  становив 91 324 долари США (медіана — 102 981), а середній дохід на одну сім'ю — 103 344 долари (медіана — 107 750). 
Цивільне працевлаштоване населення становило 196 осіб. Основні галузі зайнятості: освіта, охорона здоров'я та соціальна допомога — 49,0 %, науковці, спеціалісти, менеджери — 18,9 %, транспорт — 8,7 %, будівництво — 8,7 %.